# IMKO-1
IMKO-1 (bulgară: Индивидуален микро компютър (ИМКО-1), „Individualen KOmputer Micro”, micro calculator individual) a fost primul computer personal bulgăresc construit în 1979, la Praveț. Acesta a fost primul din seria de computere Praveț. Ca și alte computere din această serie, acesta este clona unui Apple II.
Anii de producție: 1979-1981;
| RAM               | 48 KB                 |
| ROM               | 12 KB                 |
| Sistem de operare | Apple-DOS             |
| CPU               | 6502/1Mhz             |
| Text              | 40 coloane x 24 linii |
| Preț              | 4190 leva (~2600$)    |